# Mihael Mikić
Mihael Mikić (né le 6 janvier 1980 à Zagreb) est un footballeur croate qui joue pour le Shonan Bellmare.

## Palmarès

### Avec leDinamo Zagreb
- Champion de Croatie : 1998, 1999, 2000, 2003, 2007, 2008 et 2009
- Vainqueur de la Coupe de Croatie : 1998, 2001, 2002, 2004, 2007, 2008 et 2009
- Vainqueur de la Supercoupe de Croatie : 2002 et 2003

### Avec leSanfrecce Hiroshima
- Champion du Japon : 2012, 2013 et 2015
- Vainqueur de la Supercoupe du Japon : 2013 et 2014